# Guai!
Guai! fue un tebeo publicado entre 1986 y 1990, primero por Editorial Grijalbo y luego por Ediciones B, con un total de 175 números. Estaba dirigido por Anna Maria Palé.
Simultáneamente se publicó una buena colección llamada Tope Guai! que recopilaba algunas de las historietas previamente serializadas en ella y que constaría de 24 números, aunque se crearon 25.

## Trayectoria editorial
Debido a la delicada situación de la Editorial Bruguera en el año 1984, varios de sus autores en colaboración con la Editorial Grijalbo crearon esta nueva revista. Como los derechos de sus personajes eran propiedad de Bruguera, tuvieron que crear otros nuevos, aunque la mayoría de ellos fuertemente basados en los anteriores:
- Mirlowe y Violeta es copia de Sir Tim O'Theo y a la vez parodia de Marlowe, el detective de novela negra;
- 7, Rebolling Street es copia de 13, Rue del Percebe
- Terre y Moto es copia de Zipi y Zape.

La situación de Bruguera cambió cuando Ediciones B decidió comprar la empresa, con lo que estos autores podían regresar a sus personajes anteriores para seguir dibujando sus aventuras de siempre. Posteriormente, Ediciones B (conocida por entonces como Tebeos S. A.) también compra la revista Guai!. Aunque algunas de las nuevas series fueron continuadas durante un tiempo, la mayoría terminaron desapareciendo. 
En los últimos números, algunos personajes como Chicha, Tato y Clodoveo ya no son dibujados por sus creadores, sino por su equipo de colaboradores. Colaboraron también autores más jóvenes como Juan Carlos Ramis.
Guai! se canceló tras un total de 175 números publicados durante poco más de tres años.

## Contenido
En la revista se entremezclan series de factura española con otras de origen franco-belga (debido a que la Editorial Grijalbo poseía muchos de sus derechos). También entre historieta e historieta se incluían chistes gráficos de Gosset, Raf o Rovira.
| Números                                        | Fecha | Título                                           | Historia de "continuará"                                                      | Autoría                                     | Procedencia                   |
| ---------------------------------------------- | ----- | ------------------------------------------------ | ----------------------------------------------------------------------------- | ------------------------------------------- | ----------------------------- |
| 1, 2, 3, 4, 5, 6, 7, 8, 9, 10, 11,             | 1986  | Chicha, Tato y Clodoveo, de profesión sin empleo | Una vida perruna (núm. 1 a 8) Pero...¿Quiénes son estos tipos? (núm. 9 a )    | Ibáñez                                      | Nueva                         |
| 1, 2, 3, 4, 5, 6, 7, 8, 9, 10, 11              | 1986  | Snoopy                                           |                                                                               | Schulz                                      | Tira de prensa estadounidense |
| 1, 2, 3, 4, 5, 6, 7, 8, 9, 10, 11,             | 1986  | Garfield                                         |                                                                               | Jim Davis                                   | Tira de prensa estadounidense |
| 1, 2, 3, 4, 5, 6, 7, 8, 9, 10, 11,             | 1986  | Mirlowe y Violeta                                | El caso de Jack el estibador (núm. 1 a 8) Vampiros 86 (núm. 9 a )             | Raf                                         | Nueva                         |
| 1, 2, 3, 6, 8,                                 | 1986  | Passatiempos                                     |                                                                               | Cervantes                                   |                               |
| 1, 2, 3, 4, 5, 6, 7, 8, 9, 10, 11,             | 1986  | El Teniente Blueberry                            | Los demonios del Missouri (núm. 1 a 8) La mina del alemán perdido (núm. 9 a ) | Charlier/Giraud                             | Franco-belga                  |
| Todos los números excepto 63, 71, 73, 75 y 77. | 1986  | 7, Rebolling Street                              |                                                                               | Ibáñez                                      | Nueva                         |
| 1 a 10                                         | 1986  | Los Muchamarcha's                                | La desplazantina (núm. 1 a 10)                                                | Segura                                      | Nueva                         |
| 1, 2, 3, 4, 5, 6, 7, 8, 9, 10, 11,             | 1986  | Asterix el Galo                                  | La vuelta a la Galia (núm. 9 a )                                              | Uderzo/Goscinny                             | Franco-belga                  |
| 1, 3,                                          | 1986  | Nuestra estrella inVIPtada...                    |                                                                               | Raf                                         | Nueva, tipo aleluya           |
| 1 a 8                                          | 1986  | Cleopatra, reina de Egipto                       | La pirámide perdida (núm. 1 a 8)                                              | Pérez Navarro/Martz Schmidt                 | Nueva                         |
| 1, 2, 3, 4, 5, 6, 7, 8, 9, 10, 11              | 1986  | Lucky Luke                                       | La novia de Lucky Luke (núm. 1 a 7) Daily Star (núm. 9 a )                    | Varios guionistas/Morris                    |                               |
| 2 a 7, 9, 10, 11,                              | 1986  | Tomás Elgafe                                     |                                                                               | Franquín                                    | Franco-belga                  |
| 2, 6, 8,                                       | 1986  | Señor, qué cruz...!                              |                                                                               | Raf                                         | Nueva                         |
| 2 a 6, 8,                                      | 1986  | Lalo Laley                                       |                                                                               | Cauvin/Kox                                  | Franco-belga                  |
| 9, 10                                          | 1986  | Iznogud                                          | La isla de los gigantes (núm. 9 a 10)                                         | Goscinny/Tabary                             | Franco-belga                  |
| 11                                             | 1986  | Casacas azules                                   |                                                                               | Cauvin/Salverius                            | Franco-belga                  |
| 11                                             | 1986  | Percevan                                         | La espada de Ganaël (núm. 11 a )                                              | Jean Léturgie, Xavier Fauche/Philippe Luguy | Franco-belga                  |